# William Hastings
William Hastings (vers 1430 – 13 juin 1483), 1er baron Hastings, est un noble anglais, partisan de la maison d'York durant la guerre des Deux-Roses.

## Biographie
Il est le fils aîné et héritier de Sir Leonard Hastings († 20 octobre 1455), de Kirby (Leicestershire), et de sa femme Alice, fille de Thomas Camoys, 1er baron Camoys.
En 1461, il combat aux côtés d'Édouard IV à Mortimer's Cross et à Towton. Après l'avènement d'Édouard au trône d'Angleterre, il est fait baron Hastings, devient Lord Chambellan et reçoit l'ordre de la Jarretière, entre autres honneurs. Devenu l'une des personnalités les plus puissantes du royaume, il épouse en 1462 Catherine Neville, sœur du comte de Warwick.
Lorsque Édouard IV est chassé du pays en 1470 par le même Warwick, Hastings l'accompagne en exil et participe l'année suivante aux batailles de Barnet et de Tewkesbury qui lui permettent de retrouver le trône.
Édouard IV meurt le 9 avril 1483 en laissant un fils mineur, Édouard V. Hastings fait alors appel au duc Richard de Gloucester pour contrecarrer les ambitions de la famille de la reine-mère Élisabeth Woodville, et soutient sa nomination comme Lord Protecteur du royaume.
Peu après, lors d'un conseil à la Tour de Londres le 13 juin, Richard accuse Hastings et d'autres membres du conseil de régence d'avoir comploté contre lui avec les Woodville. Les accusés sont emprisonnés, sauf Hastings, qui est immédiatement décapité.